# Guy Ropartz

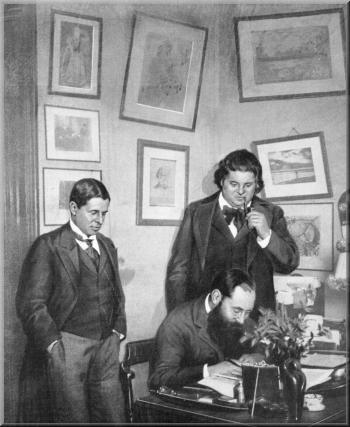
De izquierda a derecha, Albéric Magnard, Ropartz (sentado), Eugène Ysaÿe

Joseph Guy Marie Ropartz (15 de junio de 1864 - 22 de noviembre de 1955) fue un compositor francés y director de orquesta.  Sus composiciones incluyen cinco sinfonías, tres sonatas de violín, sonatas de violonchelo, seis cuartetos de cuerda, un trío de piano y un trío de cuerda (ambos en LA menor), trabajos de escenario, cierto número de trabajos corales y  música que incluye un preludio, Marine et Chansons para flauta, arpa y trío de cuerda. Ropartz también publicó poesía.

## Vida
Ropartz nació en Guingamp, Costas de Armor, Bretaña. Estudió inicialmente en Rennes. En 1885 entró en el Conservatorio de París, estudiando con Théodore Dubois, y después con Jules Massenet, y donde llegó a ser un buen amigo del joven Georges Enesco. Más tarde estudió  órgano con César Franck.
Fue nombrado director del conservatorio de Nancy  (en aquel tiempo una extensión del Conservatorio Nacional de París) de 1894 a 1919, donde instituyó  clases de viola en 1894, trompeta en 1895, arpa y órgano en 1897, y después  trombón en 1900. También fundó la temporada de conciertos sinfónicos con la orquesta recién  creada del conservatorio, antepasada de la Orquesta Sinfónica y Lírica de Nancy.
Ropartz estuvo ligado al renacimiento cultural bretón de aquel tiempo, poniendo  música a textos  de escritores bretones como Anatole Le Braz y Charles Le Goffic. También apoyó la  autonomía regional bretona, uniéndose a la Unión Regionalista Bretona en 1898.
Al comienzo de la Primera Guerra Mundial su amigo y compositor Albéric Magnard fue asesinado defendiendo su casa de los invasores alemanes. Su casa fue destruida  junto con varios manuscritos musicales. Ropartz rehízo de memoria la orquestación de la  ópera de Magnard Guercoeur, la cual se había  perdido en el fuego.
De 1919 a 1929 Ropartz fue director del conservatorio de Estrasburgo. Al propio tiempo toma la dirección de la Orquesta Filarmónica de Estrasburgo,  influyendo en alumnos jóvenes como Charles Munch. Elegido en 1949 como miembro de la Academia de Bellas Artes, (5.ª sección; composición musical), sucediendo a  Georges Hüe.
Ropartz  fue jurado  junto a Florence Meyer Blumenthal en  el Premio Blumenthal, una subvención dada entre 1919-1954 a jóvenes pintores, escultores, decoradores, escritores,  músicos y grabadores franceses.
Se jubiló en 1929, retirándose a su casa de campo  en Lanloup, Bretaña. Continuó componiendo hasta  1953, a pesar de quedar ciego.

## Estilo
Su estilo musical estuvo influido por Claude Debussy y César Franck. Aun así él se identificaba como un Celta bretón, escribiendo que era  el hijo de un país "donde los duendes pueblan el páramo y bailan por las noches de luna alrededor de los menhires; dónde las hadas y los hechiceros - Viviane y Merlin - tienen  como campo el bosque de Brocéliande; dónde los espíritus de los muertos sin enterrar aparecen de blanco por encima de las aguas de la Bahía de los Difuntos."
Poco después de que Ropartz muriera, Rene Dumesnil escribió en Le Monde: "hay con Ropartz una ciencia de folclore y su uso apropiado, que uno admira; pero más a menudo que el uso directo de motivos populares es una inspiración dibujada desde la misma tierra que nutre el trabajo, como la savia en los árboles."

## Composiciones

### Orquestal
Cinco sinfonías, compuestos entre 1894 y 1945, incluyendo el Tercio, una sinfonía coral con solistas (1905).
- La Campana de los muertos (inicialmente el Convoy del Granjero) (1887)
- Lamento para Oboe y orquesta (1887)
- Las Landas (1888)
- Marcha de fiesta (1888)
- Cinco piezas breves (1889)
- Carnaval (1889)
- Domingo bretón, suite en 4 partes (1893)
- Fantasia en Re mayor (1897)
- A Marie dormida (1911–12)
- La Caza del Príncipe Arturo (1911–12)
- Hijos de granjeros (1913)
- Tarde sobre las rastrojeras (1913)
- Rapsodia para  violonchelo y orquesta  (1928)
- Serenata campestre (1932)
- Bourrées bourbonnaises (1939)
- Pequeña sinfonía en mi bemol mayor (1943)
- Pastorales (1950)

### Escénica
- Fethlene (1887)
- Pêcheur d'Islande (1893)
- Le Pays (1912)

### Música de Cámara
- Seis cuartetos de cuerda (1893 a 1947-9)
- Dos sonatas de chelo (1904/1918-19)
- Tres sonatas de violín (1907/1917/1927)
- Pieza en Mi♭ menor para trombón y piano (1908)
- "Fantasia breve sobre el nombre de Magnard" Para cuarteto de cuerda (1892)
- Trío de piano en La menor (1918)
- Dos piezas para quinteto de viento (1924)
- Preludio, Marino y Canción para flauta, violín, viola, violoncello y arpa (1928)
- Trío en La menor para Cuerdas (1934–35)
- Entrada y Scherzetto para trío de viento (1936)
- Andante y Allegro para trompeta y piano

### Música sagrada
- Kyrie soleme, para 4 voces solistas, choro y órgano (1886)
- Ofertorio Pascual, para órgano (1889)
- Salmo 136 "Super flumina Babylonis", para coro y orquesta (1897)
- Cinco motetes para 4 voces mixta a cappella (1900)
- Misa breve en honor de Santa Ana, para tres voces iguales y órgano (1921)
- Misa en honor de Santa Odilia, para coro mixto y órgano (1923)
- Misa "Te Deum Laudamus", para tres voces mixtas y órgano (1925–26)
- Réquiem, para solista, coro yt orquesta (1937–38)
- Salve Regina para coro mixto y órgano (1941)
- Salmo 129 "De profundis", para solista, choro y orquesta (1942)

### Música vocal

#### Voz y orquesta
- Tres Oraciones
- La Flor de oro
- Dentro del bosque

#### Voz y piano
- Canción de cuna (1894)
- 4 poemas del intermezzo (1899)
- Vísperas de la salida (1902)
- Odelettes (Odas pequeñas) (1914)
- Las horas propicias (1927)
- La Mar
- Amor de inviernor
- Lied
- El pequeño niño
- Dentro del bosque
- Rondó para Jeanne
- Rondó de miséricorde
- Rondó para un délaissé de s'amye

#### Coro
- Las Hilanderas de Bretaña, coro para dos voces femeninas
- Kyrie
- Les Vísperas suenan (1927)
- Nocturno (1926)
- Domingo (1911)
- El Milagro de San Nicolás (1905)

### Música de piano
- Obertura, variaciones y final (1904)
- Coral variada (1904)
- Nocturno n°1 (1911)
- A la sombra de la montaña (1913)
- Nocturno n°2 (1916)
- Nocturno n°3 (1916)
- Scherzo (1916)
- Músicas en el jardín (1916–17)
- Croquis d'été (1918)
- Croquis d'automne (1929)
- Jeunes filles (1929)
- À la mémoire de Paul Dukas (1936)

### Música de órgano
- Tres piezas: Sobre un tema bretón, Intermedio, Fugua en Mi minor (1894)
- Víspera del común de los Santos (1896)
- Seis piezas para órgano: Preludio fúnebre, Oración, Intrusión, Tema variado, Oración de Difuntos, Fantasia (1896/1901)
- Introducción y allegro moderato (1917)
- Rapsodia sobre dos navidades populares (1919)
- Tres Meditaciones (1919)
- Al pie del altar (100 piezas para armonio) (1919)

## Obras literarias
Ropartz fue también un escritor de obras literarias, notablemente poesía. En su juventud publicó tres colecciones de versos influido por el movimiento Simbolista. En 1889 publicó con Louis Tiercelin Le Parnasse Breton contemporain, una antología de poesía bretona de la segunda mitad del siglo XIX. También participó en la Revue L'Hermine, la cual Tiercelin fundó un poco más tarde, en 1890.

### Poemas
- Adagiettos (1888)
- Modos menores (1889)
- Las Mudanzas (musicales) (1892)